# Macaranga amplifolia
Macaranga amplifolia är en törelväxtart som beskrevs av Elmer Drew Merrill. Macaranga amplifolia ingår i släktet Macaranga och familjen törelväxter.
Artens utbredningsområde är Filippinerna. Inga underarter finns listade i Catalogue of Life.